# Ute Lemmel
Ute Lemmel (geboren am 6. März 1960 in Leipzig) ist eine deutsche Handballtrainerin. Sie ist Trainerin und sportlicher Vorstand beim Rostocker HC, mit dessen Vorgängermannschaften sie in der DDR-Oberliga, der Bundesliga und im Europapokal antrat.

## Handball
Lemmel studierte in Leipzig und wurde nach ihrem Studium im Jahr 1983 Sportlehrerin in Rostock. Dort arbeitet sie beim SC Empor Rostock, bei dem sie im Sommer 1989 Cheftrainerin der Frauenmannschaft wird. Mit dem nach der politischen und wirtschaftlichen Wende im Umbruch befindlichen Verein trat sie im Europapokal der Landesmeister 1989/90 an und schaffte sie den Klassenerhalt in der Oberligasaison 1989/90. Nach der letzten Oberligasaison, der Spielzeit 1990/91, wurde der Verein 1991 in die Bundesliga eingegliedert, aus der Empor aber nach der Spielzeit 1991/92 abstieg. Unter Leitung von Ute Lemmel spielten die Frauen des SC Empor, der 1999 in HC Empor umbenannt, ab 2002 dem Polizei SV Rostock angeschlossen und nach einer Insolvenz im Jahr 2007 als Rostocker HC neu gegründet wurde, nochmals in der Bundesliga und der 2. Bundesliga.
Von September 2006 bis 2012 war Ute Lemmel als Nachfolgerin von Ildikó Barna Jugend-Nationaltrainerin des Deutschen Handballbundes (DHB).
Ab 2013 war sie wieder als Trainerin in Rostock aktiv. Ab der wegen der COVID-19-Pandemie abgebrochenen Spielzeit 2020/21 trainierte sie die Dolphins genannte erste Frauenmannschaft in der 3. Liga. Zur Saison 2022/23 gab sie dieses Amt ab und übernahm ein Jugendteam des Vereins sowie dessen sportliche Leitung.

## Privates
Im Jahr 1996 eröffnete sie zusammen mit ihrem Bruder in Nordhausen ein Fitnessstudio, gab diese Tätigkeit aber nach einem dreiviertel Jahr wieder zugunsten der Trainertätigkeit auf.

## Werke
- mit Heiner Brand, Martin Heuberger, Klaus-Dieter Petersen, Helmut Kurrat: Rahmentrainingskonzeption des Deutschen Handballbundes für die Ausbildung und Förderung von Nachwuchsspielern. Philippka, Münster 2019, ISBN 978-3-89417-183-4.